# Tlepolemo Damastoride
Tlepolemo (in greco Τληπόλεμος), personaggio dell'Iliade (XVI, vv. 416-418), era figlio di Damastore e fu un guerriero troiano. 
Tlepolemo fu ucciso da Patroclo nell'azione bellica descritta nel libro XVI dell'Iliade relativo alla battaglia delle navi.
()